# Louis-Jules Étex

Porträt von Auguste Comte

Louis-Jules Étex (* 20. September 1810 in Paris; † 7. Juli 1889) war ein französischer Maler, jüngerer Bruder des Bildhauers und Malers Antoine Étex (1808–1889).
Étex war Schüler von Jean-Auguste-Dominique Ingres. Er zeigte seine Porträts 1833 auf dem Salon de Paris und erhielt eine Goldmedaille. Danach wurde er von der Regierung Frankreichs nach Dresden entsandt zwecks Erstellung einer Kopie der Sixtinischen Madonna von Raffael für die Kathedrale Saint-Caprais in Agen in der Region Aquitanien.
Nach der Erfüllung des Auftrages besuchte Étex Italien.
Zurück in Paris ließ er sich bei 15, Quai Voltaire nieder, schuf dort neben den Porträts auch Historien- und Genrebilder. 
Louis-Jules Étex wurde zum Professor an der École des beaux-arts de Paris berufen. Zu seinen Schülern gehörte ab 1845 Marcellin Desboutin (1823–1902).